# Jan Boniecki
Jan Boniecki (ur. 3 stycznia 1934 w Kozłowie, zm. 3 października 2006 w Wodzisławiu Śląskim) – historyk, archiwista, autor opracowań archiwalnych.

## Życiorys
Syn rolników Leona Bonieckiego i Weroniki z d. Wasiak. W 1949 ukończył szkołę podstawową w Kozłowie. W 1952 z powodu trudnych warunków materialnych rodziny przerwał naukę w Liceum Ogólnokształcącym im. Tytusa Chałubińskiego w Radomiu i rozpoczął pracę na stanowisku magazyniera w oddziale radomskim Archiwum Państwowego w Kielcach. Jednocześnie kontynuował naukę w Liceum Ogólnokształcącym dla Pracujących w Radomiu. W latach 1954–1959 odbył studia historyczne na Uniwersytecie Warszawskim. Pracę magisterską pt. „Partyzantka powstaniu styczniowym na terenie województwa sandomierskiego” napisał pod kierunkiem prof. Stefana Kieniewicza. W 1968 obronił doktorat na Uniwersyteckie Łódzkim pt. „Chłop wsi radomskiej w rewolucji 1905-1907 roku”, napisany pod kierunkiem prof. Heleny Brodowskiej. Od 1958 został ponownie zatrudniony w archiwum radomskim, kolejno na stanowiskach: archiwisty, asystenta naukowo-badawczego i adiunkta. Kierował pracownią naukową, następnie działem akt najnowszych. Ostatecznie został kierownikiem największego działu akt najstarszych do 1918 roku.
W 1975 został powołany na stanowisko dyrektora Archiwum Dokumentacji Mechanicznej. Poza kierowaniem archiwum zajmował się opracowywaniem katalogów i informatorów archiwalnych. Uczestniczył w powszechnych zjazdach historyków polskich (Lublin, Katowice, Toruń) i w powszechnych zjazdach archiwistów polskich (Przemyśl, Warszawa).
Należał do Polskiego Towarzystwa Historycznego i Stowarzyszenia Archiwistów Polskich.
W 1960 poślubił, urodzoną 19 sierpnia 1938 w Wodzisławiu Śląskim, Marię Wieczorek (późniejszą nauczycielkę geografii). Mieli córkę Barbarę.
Jan Boniecki zmarł na skutek choroby nowotworowej 3 października 2006 w Wodzisławiu Śląskim i został pochowany na tamtejszym cmentarzu parafialnym przy ul. Pszowskiej.

## Wyróżnienia i odznaczenia
- Złoty Krzyż Zasługi (1979)
- Krzyż Kawalerski Orderu Odrodzenia Polski (1995)
- Tytuł Zasłużony Działacz Kultury – „Za zasługi dla Kielecczyny”, „Za zasługi dla archiwistyki” (1975)[2]

## Publikacje
- J. Boniecki, Katalog fotografii z Archiwum Dokumentacji Mechanicznej i innych archiwów państwowych, Warszawa-Łódź 1989[4]
- J. Boniecki, Górny Śląsk i Zagłębie w fotografii, Katowice 1992[5]
- J. Boniecki, Święto Trzeciego Maja w fotografii. 1919-1939. Katalog zdjęć z Archiwum Dokumentacji Mechanicznej, Warszawa 1995
- J. Boniecki, Kresy Wschodnie II Rzeczypospolitej w fotografii. Katalog fotografii z Archiwum Dokumentacji Mechanicznej w Warszawie (1919-1939), Warszawa 1996
- J. Boniecki, Bluszczowie. Gniazdo śląskie, Warszawa 1998
- J. Boniecki, Archiwum Dokumentacji Mechanicznej. Przewodnik po zasobie fotografii 1840-2004, 2005